# Droit de suite

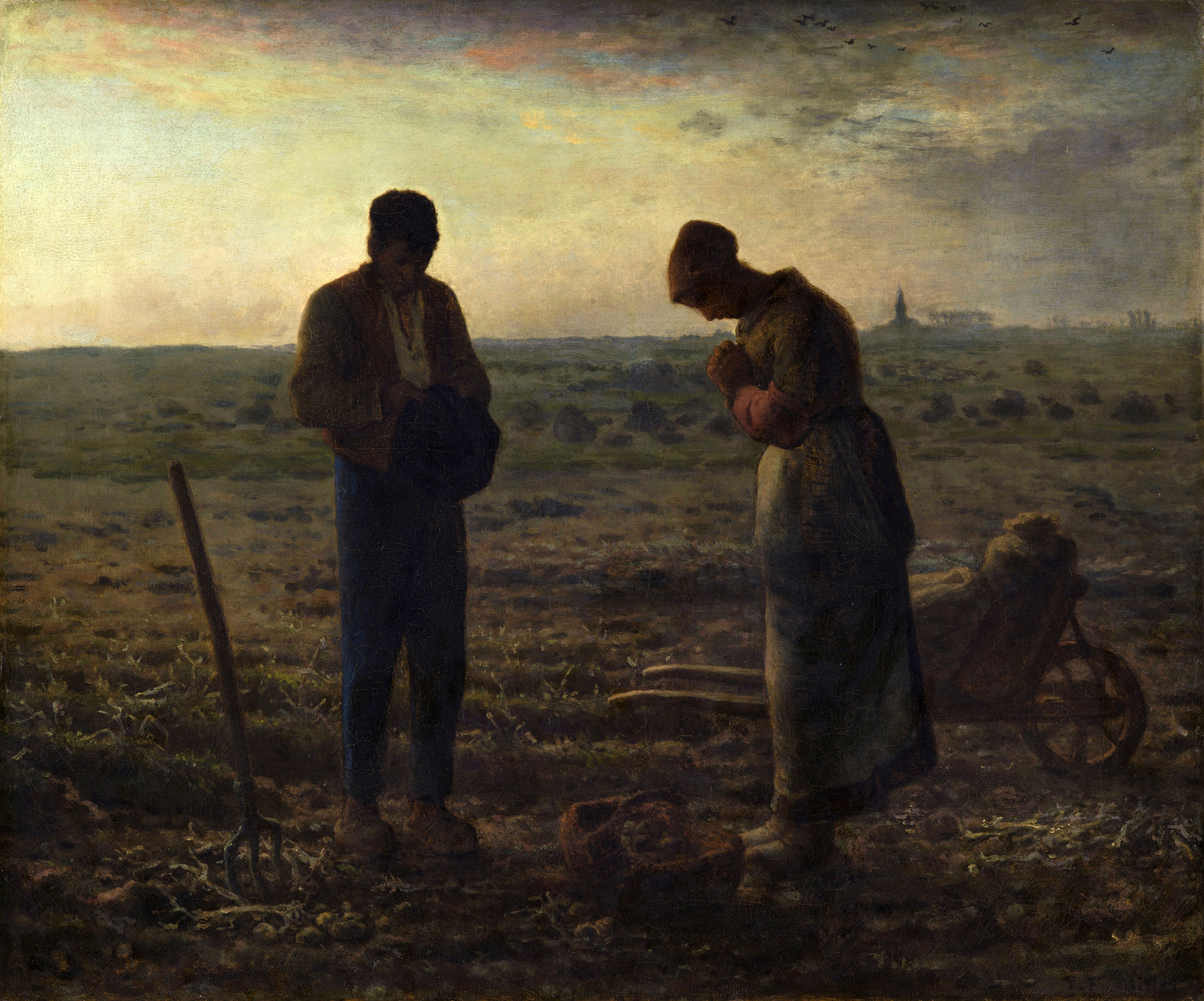
El Angelus del pintor francés Jean-François Millet, cuyo precio de subasta, en 1889, alcanzó los cientos miles de francos mientras que su familia vivía en la miseria influyó en la implementación del droit de suite en la legislación francesa.

El Droit de suite (en francés: derecho de seguir) es un término jurídico de propiedad intelectual, con orígenes en el derecho de propiedad francés, reconocido en algunas jurisdicciones, el cual otorga a los artistas plásticos una regalía basada en un porcentaje sobre el precio de sus obras cuando son revendidas. En español es traducido también como derecho de participación de los artistas en las reventas.
El Convenio de Berna para la Protección de las Obras Literarias y Artísticas fue el primer instrumento internacional que reconoció el Droit de Suite como un derecho para los artistas, contenido en su artículo 14 ter. Dicho derecho ha sido implementado en más de 80 legislaciones del mundo.

## Historia
El término droit de suite fue empleado por primera vez en 1893 por el abogado francés Albert Vaunois en La Chronique de Paris al comparar la desfavorable situación de los artistas visuales con aquella de los músicos. Sin embargo, no fue sino hasta 1920 que tal derecho se integraría a la legislación francesa, la cual luego influiría en otras legislaciones europeas.
En la creación de este derecho influyeron casos de subastas de obras plásticas de reconocidos artistas franceses por altos precios, como el de la pintura El Angelus de Jean-François Millet. Dicho cuadro fue vendido por el artista en 1858 por apenas 1,000 francos y posteriormente subastada por el coleccionista Eugène Secrétan por 553,000 francos, en 1889, quince años después de la muerte del artista, mientras que la familia de Millet vivía en la indigencia.
El droit de suite fue discutido en 1928 durante la Conferencia de Roma, pero no fue hasta 1948, en la Conferencia de Bruselas, que fue integrada en el artículo 14 ter del Convenio de Berna para la Protección de las Obras Literarias y Artísticas como un derecho opcional para los estados parte.
En Latinoamérica, el primer país en otorgar tales prerrogativas fue Uruguay en 1937.
En 2001, la directiva europea 2001/84/CE, implementó y armonizó en todos los países miembros de la Unión Europea el derecho de participación en reventa de los autores.